# Aberystwyth Town Football Club
El Aberystwyth Town Football Club (en galés: Clwb Pêl-Droed Tref Aberystwyth) es un club de fútbol de Gales, con sede en Aberystwyth. Fue fundado en 1884 y compite en la Cymru North, la segunda categoría del fútbol galés.
Formó parte de las divisiones inferiores galesas cuando éstas formaban parte de la estructura del fútbol inglés. Cuando se creó la Liga galesa en la temporada 1992/93, Aberystwyth fue uno de sus miembros fundadores.

## Historia
Aunque el equipo se fundó en 1884, la ciudad de Aberystwyth contó con clubes de fútbol amateur desde los años 1870. De carácter amateur, el equipo ingresó en los campeonatos de Montgomeryshire en 1904, y cuando se crearon las divisiones galesas en 1921 formó parte de la sección Central, donde ganaron seis títulos durante la década de 1920. Estas ligas formaban parte de la estructura de fútbol inglés, y Aberystwyth nunca buscó el profesionalismo en todo ese tiempo.
En 1951 el club ingresó en la división Sur de Gales, aunque retornó a la división Central en 1963. Consolidado como uno de los clubes más potentes del centro de la zona, Aberystwyth ganó el campeonato central en 1987 y regresó a la división del Sur.
Cuando la Asociación de Fútbol de Gales creó la Premier League de Gales a partir de la campaña 1992/93, Aberystwyth fue uno de sus miembros fundadores. El equipo logró su mejor posición en la temporada de debut, al alcanzar el tercer lugar de la tabla. Posteriormente tuvo unos resultados desiguales, y aunque consiguió clasificarse para las posiciones altas de la tabla en las siguientes temporadas nunca repitió un puesto como el de su debut. En 2010 consiguió una de las 12 plazas disponibles en la remodelación del campeonato doméstico.

## Palmarés

### Torneos nacionales
- Copa de Gales (1): 1899-00

## Participación en competiciones de la UEFA
| Temporada | Torneo             | Ronda             | Club        | Ida | Vuelta | Global |
| --------- | ------------------ | ----------------- | ----------- | --- | ------ | ------ |
| 1999      | UEFA Intertoto Cup | 1                 | Floriana FC | 2–2 | 1–2    | 3–4    |
| 2004      | UEFA Intertoto Cup | 1                 | Dinaburg    | 0–0 | 0–4    | 0–4    |
| 2014/15   | UEFA Europa League | 1ª Clasificatoria | Derry City  | 0–4 | 0–5    | 0–9    |